# General Lázaro Cárdenas, Veracruz
General Lázaro Cárdenas är en ort i Mexiko.   Den ligger i kommunen Santiago Sochiapan och delstaten Veracruz, i den sydöstra delen av landet, 400 km sydost om huvudstaden Mexico City. General Lázaro Cárdenas ligger 133 meter över havet och antalet invånare är 151.
Terrängen runt General Lázaro Cárdenas är platt. Runt General Lázaro Cárdenas är det ganska glesbefolkat, med 24 invånare per kvadratkilometer. Närmaste större samhälle är Playa Vicente, 15,7 km nordväst om General Lázaro Cárdenas. Omgivningarna runt General Lázaro Cárdenas är en mosaik av jordbruksmark och naturlig växtlighet.